# Ospedale psichiatrico Santa Maria della Pietà
L'ospedale psichiatrico Santa Maria della Pietà è un'ex istituzione sanitaria di Roma.
Per metonimia, il nome indica anche il complesso edilizio, sito tra il quartiere Primavalle e il suburbio Trionfale, che ha ospitato l'ente dal 1913 alla chiusura nel 1999. Dopo la chiusura dell'ospedale psichiatrico, alcuni padiglioni del complesso sono stati adibiti ad ospitare uffici e strutture dell'azienda sanitaria locale Roma 1, del Municipio Roma XIV oltre che il Museo laboratorio della mente.

## Storia

### Origini
L'istituzione ha origini risalenti al XVI secolo. Fu fondato nel 1548 per volontà e opera del sacerdote sivigliano Ferrante Ruiz e dei due laici Angelo Bruno e il figlio Diego, legati a Ignazio di Loyola.
La prima sede era nei pressi di Piazza Colonna, ed era inizialmente preposta all'accoglienza dei numerosi pellegrini attesi per l'Anno Santo del 1550; in seguito l'istituzione si sarebbe specializzata nell'aiuto ai poveri e ai vagabondi, ma soprattutto nell'accudimento dei folli.
Infatti già agli inizi del '600, e più precisamente il 1º ottobre 1635, su ordine di papa Urbano VIII il cardinale Francesco Barberini stabilì un capitolato di 15 voci, adottato dalla struttura di ricovero e assistenza: vi si individuavano le figure preposte agli atti amministrativi, alla sorveglianza e alle mansioni per il corretto funzionamento della struttura.
D'ordine dell'Emnentiss.mo Sig. Card. Francesco Barberino protettore.
Avendo la Santità di Nostro Signore Papa Urbano VIII eletto l'Eminentissimo Sig. cardinale FRANCESCO Barberini suo nepote per protettore della Chiesa di Piazza Colonna et ospitale della Santissima Pietà dove si governano, e mantengono, gli huomini e le donne pazze della città di Roma: Et havendo Sua Eminenza inteso con particolare senso di disgusto, che per il buon governo di detto luogo non si sieno finora stabilite le regole e gli ordini necessari da osservarli, hà ordinato che si formino, e mettino in uso, acciò opera così pia, e santa venga da tuti amministrata con quella carità che si conviene.»
Nel 1725 papa Benedetto XIII accorpò l'ospizio all'Arcispedale di Santo Spirito in Saxia, determinandone così il trasferimento nella più periferica via della Lungara: l'isolamento del pazzo dal contesto sociale cominciava a richiederne anche l'isolamento fisico dalla società civile. L'isolamento e il numero sempre maggiore di ricoverati portarono ad un periodo di decadenza dell'ospedale.
Nei secoli successivi seguirono numerosi dibattiti, provvedimenti per il risanamento, nuovi regolamenti e visite apostoliche. Si ebbe anche l'accorpamento all'ente di altre due strutture assistenziali, entrambe sul Gianicolo: Villa Barberini, destinata ai degenti più facoltosi, e Villa Gabrielli.
Con l'unità d'Italia, il Santa Maria della Pietà venne riconosciuto come opera pia dal nuovo Stato unitario. Dal 1907 la sua amministrazione fu affidata completamente alla Provincia di Roma.

### Il complesso novecentesco

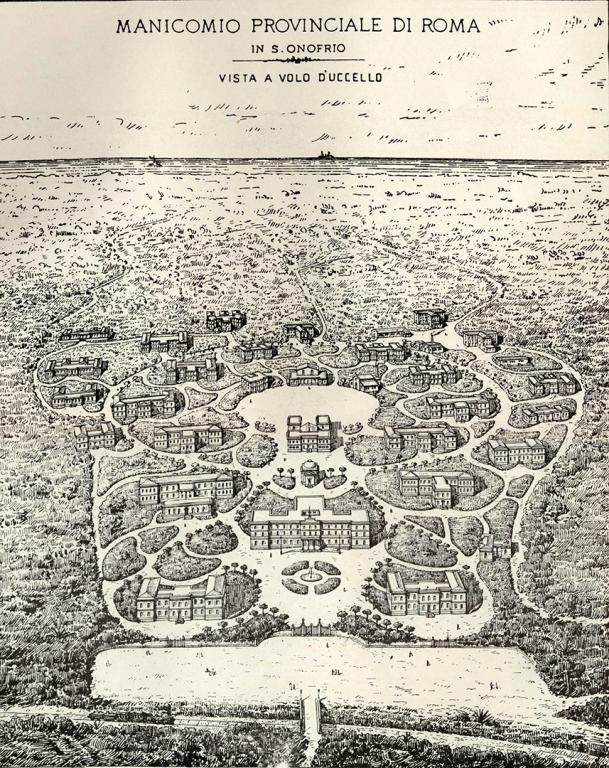
Edgardo Negri, Vista a volo d'uccello del complesso ospedaliero di Santa Maria della Pietà in località Sant'Onofrio a Roma, 1909

Nel 1909, per iniziativa del senatore Alberto Cencelli, in località Sant'Onofrio sulla collina di Monte Mario cominciarono i lavori per il nuovo ospedale psichiatrico, progettato da Edgardo Negri e Silvio Chiera e denominato Manicomio Provinciale di Santa Maria della Pietà che entrò in funzione il 28 luglio 1913 e fu inaugurato ufficialmente da Vittorio Emanuele III il 31 maggio 1914. Il complesso, concepito con lo spirito del manicomio-villaggio, si estendeva su circa centotrenta ettari e comprendeva quarantuno edifici ospedalieri, di cui ventiquattro padiglioni di degenza. Gli edifici, immersi in un grande parco di piante ad alto fusto e collegati l'un l'altro da una rete stradale di circa sette chilometri complessivi, costituivano così il più grande ospedale psichiatrico d'Europa, con una capacità di più di mille posti letto.
Il Santa Maria della Pietà si presentava diviso in due sezioni rigidamente separate: l'area maschile e quella femminile, che sarebbero rimaste ben distinte nella loro gestione fino agli anni 1970. Si trattava di una vera e propria piccola città, i cui servizi erano garantiti dalla presenza di un impianto termico centralizzato, cucina, dispensa, lavanderia, e in seguito anche di una piccola sala operatoria. Vi erano inoltre la fagotteria (dove venivano depositati gli effetti personali dei ricoverati), la chiesa, l'alloggio delle suore, i laboratori dei fabbri e dei falegnami.
All'epoca la legge prevedeva il ricovero delle persone sulla base di un certificato attestante uno stato di pericolosità per sé o per gli altri, o per "atteggiamenti di pubblico scandalo", e ben presto si giunse ad un sovraffollamento con oltre duemila ricoveri. Nei casi incerti, dopo un periodo di osservazione si decideva se procedere con la dimissione o l'internamento.
Ogni padiglione era una realtà a sé stante: la ripartizione dei malati non veniva attuata sulla base delle rispettive patologie psichiatriche, ma esclusivamente in merito al comportamento che questi manifestavano. Il team di infermieri, la suora caporeparto e il medico di ogni padiglione si trovavano così a gestire un insieme disomogeneo di degenti, altamente differenziati per gravità della patologia, terapia ed età. Comuni erano invece l'inattività, l'abbandono e regressione dei pazienti, che di conseguenza talvolta sviluppavano un carattere aggressivo.
Tra i diversi padiglioni si ricordano: il XVIII, dei criminali con mura di cinta di quattro metri; il XIV, degli agitati; il XXII, dei cronici, il XII, dei pericolosi per tentativi di fuga o di suicidio; il VIII e XC, dei bambini; il XXX delle lavoratrici e padiglioni specifici per pazienti con TBC, come il XVI. Il padiglione più grande, il XXII, detto il Bisonte, ospitava più di trecentoventi pazienti tra epilettici, dementi senili e schizofrenici.
La vita nel manicomio era principalmente scandita dai pasti e dalle rigide disposizioni del regolamento interno. Ad ogni cambio di turno gli infermieri dovevano fare la conta dei pazienti in loro consegna e riportare il tutto su un registro detto vacchetta: era infatti sotto la loro personale responsabilità l'incolumità di ogni degente. A questo fine nei turni notturni gli elementi più problematici venivano spesso costretti a letto con fasce di contenzione, o sedati con rimedi drastici.
Questo contesto segregante e disumanizzante colpiva entrambe le parti come riporta Adriano, infermiere psichiatrico: 
(Adriano Pallotta, Scene da un Manicomio)
Nei momenti vuoti i degenti venivano posti nelle sorveglianze interne od esterne e lasciati a sé stessi, in uno stato di nullafacenza controproduttivo e delirante. Solo occasionalmente venivano concesse delle passeggiate nel parco del manicomio. La normale routine veniva rotta solo in due occasioni: il primo maggio e il 15 settembre, ricorrenza di Santa Maria della Pietà, in cui veniva organizzata una grande festa che tramutava brevemente il manicomio in un ambiente piacevole.
Alcuni pazienti, denominati malatini per le loro caratteristiche tranquille e collaborative, godevano di maggiori libertà: aiutavano gli infermieri nella gestione dei degenti più impegnativi o venivano loro affidati dei lavori retribuiti all'interno del manicomio. Alcuni di loro infatti lavoravano in una piccola azienda agricola, creata nell'ottica dell'ergoterapia, rendendo la struttura quasi autosufficiente.

### Chiusura e progetti di recupero
La struttura rimase in funzione fino agli anni 1970 allorché, a seguito delle riforme dell'ordinamento sanitario e, in particolare, del trattamento psichiatrico, iniziato dalla legge Basaglia, essa perse la sua funzione di manicomio e venne gradualmente ridimensionata, fino alla chiusura definitiva avvenuta il 14 gennaio 2000.
Il grande complesso, di proprietà della Regione Lazio, consiste tuttora di un corpo centrale e circa quaranta padiglioni: il primo è adibito a sede museale, ospitando infatti il Museo laboratorio della mente, mentre i padiglioni sono in uso all'Azienda sanitaria locale Roma 1, che vi ospita propri ambulatori, e al XIV Municipio di Roma Capitale.
Nel corso degli anni 2020 sono stati avanzati vari progetti volti al recupero del grande complesso edilizio.